# Mubariz Akbarov
Mubariz Akbarov (né le 2 avril 1955 à Gandja) est peintre émérite de la république d'Azerbaïdjan.

## Biographie
Il est né le 2 avril 1955 à Gandja. En 1971, il est diplômé de l'école d'art de la ville de Gandja et en 1975, il est diplômé de la faculté des arts de l'école technique pédagogique de la ville de Gandja.
Il est membre de l'Union des peintres d'Azerbaïdjan depuis 1997, ses œuvres sont conservées dans plusieurs musées et collections privées.

### Famille
M. Akbarov est marié et a deux enfants.